# Usine Renault de Córdoba
L'usine Renault de Córdoba est située à Santa Isabel, dans la province de Córdoba en Argentine.

## Histoire[1]
La société Industrias Kaiser Argentina S.A., plus connue sous le simple sigle IKA, était un constructeur automobile argentin créé le 19 janvier 1955. Rachetée par l'américain AMC en 1961, la Régie Nationale des Usines Renault prend une participation de 35% en 1967 avant de monter à 70% en 1975. La société est renommée IKA Renault et la Régie Renault en devient l'actionnaire unique en 1970, la société est renommée Renault Argentina SA. s'est achevée en 1979.
L'usine a assemblé son premier véhicule, une Jeep Willys, le 27 avril 1956, sa première berline de luxe, la IKA Kaiser Bergantin dérivée de l'Alfa Romeo 1900, en mars 1960. En 1959, un accord de transfert de licence est conclu avec la Régie Renault pour produire la Dauphine à partir du 12 juillet 1960. À la même époque, la société Kaiser Argentina signe un accord avec AMC qui permet à IKA de fabriquer la gamme de voitures Rambler, dont la production commença en janvier 1962. À l'époque, tous les modèles portaient la marque Kaiser et le pourcentage d'intégration nationale dépassait 90 %.
Kaiser Argentina devient Kaiser Argentina Renault puis IKA Renault et enfin Renault Argentina SA en 1975.
En 1992, Renault Argentina SA devient Compagnia Interamerica de Automobiles SA (CIADEA), la part de Renault s'élève à 73 %. La CIADEA redevient Renault Argentina SA en 1997.
Depuis 1960, l'usine de Santa Isabel a fabriqué plus de 2 100 000 véhicules Renault. Aujourd'hui, la cadence de production peut atteindre 600 véhicules par jour.

## Véhicules assemblés à Santa Isabel
- Jeep / IKA Jeep (1956 - 1978) : 85 790 ex.
- Kaiser Estanciera / IKA Estanciera (1957 - 1970) : 65 766 ex.
- Kaiser Carabela / IKA Carabela (1958 - 1961) : 10 282 ex.
- IKA Kaiser Bergantin (1960 - 1962) : 8 351 ex.
- Renault Dauphine et Ondine (1960 - 1970) : 88 219 exemplaires
- Renault Frégate (1960):
- Kaiser Rambler / IKA Rambler (1962 - 1967) : 70 744 ex.
- Jeep Gladiator / IKA Jeep Gladiator (1963 - 1967)
- Renault 4 (1963 - 1986): 157 315 exemplaires
  - Berline (148 170 exemplaires)
    - Renault 4L: 57 806
    - Renault 4: 26 369
    - Renault 4 de base: 2 550
    - Renault 4 Parisienne: 100
    - Renault 4 S: 54 608
    - Renault 4 GTL: 6 737

  - Fourgonnette
    - Renault 4 Box: 2 720
    - Renault 4 F: 5 625
    - Renault 4 F4: 627
    - Renault 4 Pick-up: 173
- Kaiser Ambassador / IKA Ambassador (1965 - 1972)
- IKA Torino (1966 - 1982) : 99 792 ex.
- Renault 6 (1969 - 1984) : 80 869 exemplaires
  - Renault 6: 57.534
    - Renault 6 GTL: 23.335
- Renault 12 (1970 - 1994): 444 045 exemplaires
- Renault 18 (1981 - 1993): 132 956 exemplaires
- Renault Fuego (1982 - 1992): 19 857 exemplaires (versions GTX, GTA, GTA Max)
- Renault 11 (1984 - 1994) : 79 037 exemplaires (GTL, RL, RN, TL, TS, TSE, TXE, TS Turbo)
- Renault Trafic (1986 - 2002)[3] et à partir de 1997 clones pour le Brésil (Chevrolet Trafic, Chevrolet Space Van)[4]
- Renault 9 (1987 -1996): 144 262 exemplaires (version GTL, RL, RN, TR, TS, TSE, TSE Limited Edition TXE)
- Renault 21 (1989 - 1995): 37 898 exemplaires (versions TXE, GTX, GLX, RN, RT, RND, TXI)
- Renault 19 (1993 - 2000) : 180 164 exemplaires
- Renault Clio II (1996 - 2016)[5]
- Renault Mégane I (1997 - 2009)
- Renault Kangoo I (1999 - 2018) : 374 591 exemplaires[6]
  - Utilitaire : 272 431 exemplaires[6]
  - Véhicule particulier : 102 160 exemplaires[6]
- Renault Symbol II (2008 - octobre 2013)[7]
- Renault Fluence (2010 - 2017)[8],[9]
- Renault Logan II (2016 - )[10]
- Renault Sandero II (2016 - )[10]
- Renault Kangoo (Dacia Dokker rebadgé Renault) (2018 - )[11]
- Nissan Frontier D23 (2018 - )[12]
- Renault Alaskan (octobre 2020 - )[13]